# Раштадтська волость
Раштадтська волость — історична адміністративно-територіальна одиниця Ананьївського повіту Херсонської губернії.
Станом на 1886 рік складалася з 2 поселень, 2 сільських громад. Населення — 3206 осіб (1709 чоловічої статі та 1497 — жіночої), 1497 дворових господарств.
|                     | Площа, десятин | У тому числі орної, дес. |
| ------------------- | -------------- | ------------------------ |
| Сільських громад    | 8804           | 5600                     |
| Приватної власності | 2068           | 1229                     |
| Казенної власності  | —              | —                        |
| Іншої власності     | —              | —                        |
| Загалом             | 10872          | 6829                     |

Поселення волості:
- Раштадт — колонія німців при річці Чичиклія за 99 верст від повітового міста, 2179 осіб, 214 дворів, костел, школа, 5 лавок.
- Мюнхен — колонія німців при річці Чичиклія, 1027 осіб, 111 дворів, костел, школа, 4 лавки.